# Yuji Adachi
Yuji Adachi (足立祐二, Adachi Yūji) (10 de março de 1964 - 16 de junho de 2020), conhecido pelo nome artístico You, foi um músico e compositor japonês, mais conhecido por ter sido guitarrista da banda de heavy metal Dead End. 

## Juventude
Yuji Adachi nasceu em 10 de março de 1964 em Osaka. Seu pai o criou rigorosamente e trabalhava como marceneiro, produzindo peças para restaurantes de sushi. Na época de escola, fazia parte do clube de tênis na escola e contou que sua diversão naquele tempo era cozinhar. Já no ensino médio, You foi amplamente influenciado por Michael Schenker da banda UFO e desejou se tornar um guitarrista após ouvir o álbum Force It.

## Carreira
Aos 16 anos, ele se juntou à sua primeira banda Steeler, realizando covers de UFO, Rainbow e Deep Purple. De 1983 a 1985, You foi membro da banda Jesus e então entrou no Terra Rosa, permanecendo lá até ingressar no Dead End em 1986. Nesse mesmo ano, o grupo lançou seu primeiro álbum de estúdio, Dead Line, pela gravadora independente Night Gallery. You se tornou o principal compositor das canções da banda e eles lançaram quatro álbuns de estúdio até 1990, quando Dead End se separou.
Posteriormente You formou a banda que durou pouco tempo Goatcore com o baixista do Color, Marry. Mais tarde, ele também trabalhou com Ryuichi Kawamura (de Luna Sea), Nami Tamaki, Cozy Murakami, entre outros e lançou o álbum You's Alien em 2005. No ano de 2009, o Dead End reuniu e lançou seu primeiro álbum de estúdio em vinte anos: Metamorphosis. Ele também liderou o supergrupo YOU'S ALIEN & FRIENDS.
You lançou seu quarto álbum solo, Andromedia, em 13 de março de 2019. O álbum instrumental apresenta o membro do The Yellow Monkey, Eiji "Annie" Kikuchi na bateria e Atsushi Hasegawa do Ded Chaplin no baixo. Naquele mesmo dia, uma versão remasterizada da fita demo da banda Jesus, Le Dernier Slow, foi lançada. Além de faixas bônus ao vivo, também inclui uma nova gravação de "Sahara", que You escreveu assim que deixou a banda décadas atrás, aos 19 anos. Youcoustic, o primeiro álbum acústico do guitarrista, foi lançado em 18 de março de 2020.
You se apresentou ao vivo com Hasegawa e o baterista Tetsuya Hoshiyama em 14 de junho de 2020, poucos dias antes de sua morte, em um show sem público que foi transmitido online.

## Morte e homenagens
Em 19 de junho de 2020, o Dead End anunciou que You morreu de sepse em 16 de junho, aos 56 anos. Em 9 de agosto, a Tokyo FM transmitiu um programa especial em homenagem a You, apresentado por Ryuichi Kawamura e outros convidados, como seus companheiros de banda do Dead End, Eiji Kikuchi e críticos musicais. Sugizo, que cita You como uma de suas maiores influências na guitarra, produziu um cover de "So Sweet So Lonely" do Dead End em seu álbum Ai to Chōwa de dezembro de 2020 em  tributo a You.

## Equipamento
Nos últimos anos, You utilizava guitarras seus próprios modelos da marca Fernandes. Ele afirmou possuir cerca de 50 guitarras em casa.

## Discografia
| Título              | Lançamento             | Posição na Oricon |
| ------------------- | ---------------------- | ----------------- |
| Psychical Island    | 21 de setembro de 1990 | 170               |
| You's Alien         | 24 de agosto de 2005   | 80                |
| Maniac Love Station | 3 de abril de 2013     | 192               |
| Andromedia          | 13 de março de 2019    | 93                |
| Youcoustic          | 18 de março de 2020    | 150               |